# Macaé Airport
Macaé Airport är en flygplats i Brasilien.   Den ligger i kommunen Macaé och delstaten Rio de Janeiro, i den sydöstra delen av landet, 1 000 km sydost om huvudstaden Brasília. Macaé Airport ligger 2 meter över havet.
Terrängen runt Macaé Airport är platt. Havet är nära Macaé Airport åt sydost. Trakten är tätbefolkad. Närmaste större samhälle är Macaé, 3,8 km sydväst om Macaé Airport.
Omgivningarna runt Macaé Airport är huvudsakligen savann.